# Liên minh Uỷ ban các bà mẹ binh sĩ của Nga
Liên minh Uỷ ban các bà mẹ binh sĩ của Nga (tiếng Nga: Союз Комитетов Солдатских Матерей России, Soyuz Komitetov Soldatskikh Materey Rossiy) là một tổ chức phi chính phủ, hoạt động để vạch trần các vi phạm nhân quyền trong quân đội Nga.
Tổ chức này được thành lập vào năm 1989. Trước năm 1998, nó được gọi là Ủy ban các bà mẹ binh sĩ của Nga.
Tổ chức này thường được gán cho là một tổ chức nhân quyền hoặc hòa bình. Các hoạt động của tổ chức là giáo dục xã hội dân sự Nga về nhà nước pháp quyền liên quan đến nghĩa vụ quân sự, cũng như thông báo cho xã hội về cái mà lực lượng vũ trang sẽ phải giống như thế nào trong một xã hội dân chủ.
Tổ chức này cũng cung cấp tư vấn pháp lý miễn phí cho các binh sĩ và gia đình của họ về các quyền của họ và luật nghĩa vụ quân sự, cũng như can thiệp thay mặt cho những binh sĩ đang đối mặt với sự đối xử tàn tệ hoặc hành hạ từ cấp trên cùng các binh sĩ cấp cao khác (dedovshchina).
Mặc dù được nhiều người tin rằng "Liên minh Ủy ban các bà mẹ binh sĩ của Nga" thường được xem như là một biện pháp đấu tranh đáng tin cậy chống thói quan liêu quân sự và thực sự có thể giúp đỡ bất cứ ai gặp khó khăn, nhưng trong thực tế danh sách các can thiệp thành công của họ là khá ít, và chủ yếu là họ thắng các vụ kiện ra tòa, nơi các tín đồ của các giáo phái tôn giáo tự bảo vệ chính mình.
Uỷ ban đã được trao Giải tưởng niệm Thorolf Rafto năm 1995 và Giải thưởng Right Livelihood năm 1996.